# 콜라츠 추측

이 유향 그래프는 콜라츠 추측의 조작에 의해 몇 개의 자연수들이 변하는 과정을 나타낸다. 콜라츠 추측이 참이라면 이 그래프는 모두 1에 연결된다.

콜라츠 추측(Collatz conjecture)은 1937년에 처음으로 이 추측을 제기한 로타르 콜라츠의 이름을 딴 것으로 3n+1 추측, 울람 추측, 혹은 헤일스톤(우박) 수열 등 여러 이름으로 불린다. 콜라츠 추측은 임의의 자연수가 다음 조작을 거쳐 항상 1이 된다는 추측이다.
1. 짝수라면 2로 나눈다.
2. 홀수라면 3을 곱하고 1을 더한다.
3. 1이면 조작을 멈추고, 1이 아니면 첫 번째 단계로 돌아간다.

예를 들어, 6에서 시작한다면, 차례로 6, 3, 10, 5, 16, 8, 4, 2, 1 이 된다.
또, 27에서 시작하면 무려 111번을 거쳐야 1이 된다. 77번째에 이르면 9232를 정점으로 도달하다가 급격히 감소하여 34단계를 더 지나면 1이 된다.
이 추측은 컴퓨터로 268까지 모두 성립함이 확인되었다. 그러나, 아직 모든 자연수에 대한 증명은 발견되지 않고 있다. 이 문제의 해결에 500달러의 현상금을 걸었던 에르되시 팔은 "수학은 아직 이런 문제를 다룰 준비가 되어 있지 않다."는 말을 남겼다.
다음과 같은 통계적인 설명을 생각하면 이 추측은 참일 가능성이 높아 보인다. 그러나 이것이 콜라츠 추측을 증명하는 것은 아니다.
이 조작에 의해 만들어지는 홀수들만 생각하면, 다음에 오는 홀수는 평균적으로 그 전의 수의 3/4정도의 값을 갖는다. 따라서 홀수의 수열은 점점 작아져 결국 1이 될 것이다.

## 콜라츠 추측의 공식 표현
콜라츠 추측의 함수표현 공식
{\displaystyle f(n)={\begin{Bmatrix}{n \over 2},&{\mbox{if }}n{\mbox{ is even}}\\3n+1,&{\mbox{if }}n{\mbox{ is odd}}\end{Bmatrix}}}가 원래 정석 표현이지만 n이 홀수라고 했기에 3n+1은 짝수가 된다. 이점에서
{\displaystyle f(n)={\begin{Bmatrix}{n \over 2},&{\mbox{if }}n{\mbox{ is even}}\\{3n+1 \over 2},&{\mbox{if }}n{\mbox{ is odd}}\end{Bmatrix}}}로 나타내기도 한다.
콜라츠 추측 공식의 합동산술(modular arithmetic) 표현식
{\displaystyle f(n)={\begin{cases}{n \over 2}&{\text{if }}n\equiv 0\mod 2\\3n+1&{\text{if }}n\equiv 1\mod 2\end{cases}}}

## 콜라츠 추측의 일반화 공식
{\displaystyle f(n)={\begin{Bmatrix}{n \over 2},&{\mbox{if }}n{\mbox{ is even}}\\m\cdot n+1,&{\mbox{if }}n{\mbox{ is odd}}\end{Bmatrix}}}

## 콜라츠 추측의 일반화 공식의 응용
{\displaystyle e.g.\qquad m=1,\qquad }
{\displaystyle f(n)={\begin{Bmatrix}{n \over 2},&{\mbox{if }}n{\mbox{ is even}}\\1\cdot n+1,&{\mbox{if }}n{\mbox{ is odd}}\end{Bmatrix}}}
{\displaystyle m=1}이면, {\displaystyle 2}의 배수안에 존재하는 값만이 만들어지므로, {\displaystyle n}의 범주를 넘지 못한채로, 반복 수렴으로 {\displaystyle 1}에 귀결된다.
{\displaystyle e.g.\qquad m=2,\qquad }
{\displaystyle f(n)={\begin{Bmatrix}{n \over 2},&{\mbox{if }}n{\mbox{ is even}}\\2\cdot n+1,&{\mbox{if }}n{\mbox{ is odd}}\end{Bmatrix}}}
{\displaystyle m=2}이면, 홀수{\displaystyle n}에 {\displaystyle 2}가 곱해진 수는 짝수이므로 짝수에 {\displaystyle 1}을 더하면 계속해서 무한히 증가된 값의 홀수{\displaystyle n}으로 만들게 된다. 그리고 콜라츠 추측의 단계 진행은 작동하지 않는다.
{\displaystyle f(n)={\begin{Bmatrix}{n-1},&{\mbox{if }}n{\mbox{ is even}}\\n-1,&{\mbox{if }}n{\mbox{ is odd}}\end{Bmatrix}}}
모든 자연수가 짝수에서도 {\displaystyle -1} 그리고 홀수에서도 {\displaystyle -1}을 반복한다면, 반복 수렴으로 {\displaystyle 1}에 귀결된다.
== 콜라츠

## 콜라츠 그래프의 분기
콜라츠 그래프에서 특정 짝수는 홀수에대한 {\displaystyle 3\cdot n+1}의 수면서 동시에 짝수에 대한 {\displaystyle {{n} \over {2}}}수가 되는 분기점이 된다.
{\displaystyle 16\gets {\begin{cases}5\\32\end{cases}}}
{\displaystyle 16}은 콜라츠 유향 그래프에서 최초의 분기점이다.
만약 콜라츠 추측이 성립한다면, 이것은 동시에 {\displaystyle 8,4,2,1}을 제외한 모든 자연수가 {\displaystyle 1}과 연결되기 위한 마지막 분기점이다.
{\displaystyle 1822\gets {\begin{cases}607\\3644\end{cases}}}
{\displaystyle 10\gets {\begin{cases}3\\20\end{cases}}}
따라서, 홀수에 대한 {\displaystyle 3\cdot n+1}의 수 이면서 동시에 짝수에 대한 {\displaystyle {{n} \over {2}}}수가 되는 분기점 짝수 {\displaystyle {n}}은 {\displaystyle n-1}에서 {\displaystyle {{n} \over {3}}}의 수이다.

## 콜라츠 그래프 분기점 수열
콜라츠 그래프의 분기점 짝수 {\displaystyle {n}}은
{\displaystyle 3\cdot (n\cdot 2-1)+1\;\;,\;\;n=>1}에서
규칙적으로 출현한다.
최초 출현 수열은 다음과 같다.
{\displaystyle 4,10,16,22,28,34,40,46,52,58,64,70,76,82,88,94,100,106,112,118,124,130,\cdots }
이러한 콜라츠 그래프 분기점 수열은 6씩 증가하는 수열이다.
또한 십진수 30을 주기로 5개의 자리수 {\displaystyle 4,10,16,22,28}이 순환적으로 출현한다.

## 같이 보기
- 모듈러 산술

## 참고 문헌
- Lagarias, Jeff (1985). “The 3x+1 problem and its generalizations”. 《American Mathematical Monthly》 (영어) 92: 3–23.
- 매스월드